# Karl Botho zu Eulenburg
Karl Botho Wend Heinrich Graf zu Eulenburg (* 2. Juli 1843 in Wicken; † 26. April 1919 ebenda) war ein preußischer General der Kavallerie im Ersten Weltkrieg.

## Leben

### Herkunft
Karl Botho entstammte dem Adelsgeschlecht Eulenburg und war der Sohn von Botho Heinrich zu Eulenburg (1804–1879) und dessen Ehefrau Therese, geborene Gräfin Dönhoff (1806–1885). Er hatte mehrere Geschwister. Darunter waren August, Botho und Wendt.

### Militärkarriere
Eulenburg besuchte ab 1856 das Gymnasium in Marienwerder und wurde anschließend am 4. Mai 1859 Kadett in Berlin. Aus dem Kadettenkorps kommend wurde Eulenburg am 6. Mai 1862 als Sekondeleutnant dem Ostpreußischen Kürassier-Regiment Nr. 3 der Preußischen Armee überwiesen. Bereits im Jahr darauf folgte am 25. Oktober 1863 seine Ernennung zum Regimentsadjutant. Als solcher nahm er 1866 während des Krieges gegen Österreich am Gefecht bei Trautenau, der Schlacht bei Königgrätz sowie der Einschließung von Olmütz teil. Im Oktober 1869 folgte seine Beförderung zum Premierleutnant und seine Versetzung als Adjutant zur 2. Garde-Kavallerie-Brigade. An der Mobilmachung 1870 zu Beginn des Krieges gegen Frankreich konnte Eulenburg zunächst aufgrund einer Beinverletzung nicht teilnehmen. Erst Ende August kam er zu seiner Brigade nach Frankreich und wurde in der Schlacht bei Sedan leicht verwundet. Im weiteren Kriegsverlauf verblieb er im Brigadestab unter Albrecht von Preußen, kämpfe an der Hallue, bei Bapaume und Saint-Quentin, machte die Belagerung von Péronne mit und kam bei Pierrefitte, Gisors und Vernon zum Einsatz. Für seine Leistungen erhielt Eulenburg zwischenzeitlich am 21. Oktober 1870 das Eiserne Kreuz II. Klasse. Nach Kriegsende wurde er dann unter Belassung in seiner Stellung am 23. Februar 1873 in das 2. Garde-Ulanen-Regiment versetzt und erst am 22. September 1873 von seinem bisherigen Kommando entbunden. Nachdem Eulenburg am 14. Februar 1874 Rittmeister geworden war, wurde er am 15. Oktober 1874 zum Eskadronchef ernannt. Diesen Posten hatte er bis zum 11. Juni 1880 inne und wurde anschließend Adjutant der Garde-Kavallerie-Division. Im Jahr darauf folgte am 13. Oktober in gleicher Funktion seine Versetzung zum Generalkommando des Gardekorps. In dieser Stellung verblieb  Eulenburg fast acht Jahre, wurde zwischenzeitlich am 2. Juni 1883 Major und konnte mehrfach als Beobachter an Übungen russischer Truppen teilnehmen.
Eulenburg kehrte am 16. April 1889 in den Truppendienst zurück und wurde mit der Führung des 2. Garde-Ulanen-Regiments beauftragt. Am 27. Juni 1889 folgte die Ernennung zum Regimentskommandeur sowie am 21. September 1889 die Beförderung zum Oberstleutnant und am 17. November 1891 zum Oberst. Als solchen beauftragte man ihn vom 19. August 1893 bis 13. Mai 1894 mit der Führung der 1. Kavallerie-Brigade und ernannte ihn anschließend zum Brigadekommandeur. Eulenburg wurde am 4. April 1896 mit Patent vom 30. März 1896 zum Generalmajor befördert. Am 4. April 1899 mit der Führung der 1. Division beauftragt, wurde Eulenburg schließlich mit der Beförderung zum Generalleutnant am 18. April 1899 Kommandeur dieser Division ernannt. Den Großverband gab er am 17. Februar 1902 ab und wurde dann mit Pension auf seinen Wunsch hin zur Disposition gestellt.
Er bewirtschaftete seinen Besitz Wicken und nahm als Mitglied des Preußischen Herrenhauses öfters an den Tagungen in Berlin teil. Wilhelm II. verlieh Eulenburg am 10. September 1910 den Charakter als General der Kavallerie. Außerdem erhielt er im Mai 1912 die Erlaubnis zum Tragen der Uniform des 2. Garde-Ulanen-Regiments.
Bei der Mobilmachung zu Beginn des Ersten Weltkriegs wurde Eulenburg zur Verfügung gestellt und zum stellvertretenden Kommandierenden General des I. Armee-Korps in Königsberg ernannt. Am 24. Dezember 1914 erhielt er das Patent zu seinem Dienstgrad. Unter Verleihung der Krone zum Roten Adlerorden I. Klasse mit Eichenlaub wurde Eulenburgs Mobilmachungsbestimmung am 10. Juli 1916 aufgehoben.
Eulenburg war seit 24. Juni 1886 Rechtsritter des Johanniterordens und für seine langjährigen Verdienste am 19. September 1901 mit dem Kronenorden I. Klasse ausgezeichnet worden.

### Familie
Eulenburg hatte am 4. Juni 1867 in Krangen Luise Johanna Valeska von Bonin (1845–1871) geheiratet. Nach ihrem frühen Tod verheiratete er sich am 3. Oktober 1894 in Prassen mit Marie Gräfin zu Eulenburg (* 1871) aus dem Hause Prassen. Aus der ersten Ehe gingen hervor:
- Alexandra Therese Trinidat (1868–1943)
- Wendt (1869–1870)
- Botho Karl Siegfried (1870–1961), Oberst und letzter Kommandeur des 1. Garde-Regiments zu Fuß

Aus der zweiten Ehe gingen hervor:
- Karl Elimar (1895–1983), preußischer Oberleutnant
- Fritz Albrecht (1897–1982), preußischer Leutnant
- Karl Richard Heinrich (1899–1927), preußischer Leutnant
- Jonas Casimir (1901–1945), deutscher Oberst
- Szesima Euphemie Therese Marie (1903–1980)